# Дубай Тенис Чемпиъншипс 2014
Дубай Тенис Чемпиъншипс 2014 е тенис турнир, провеждащ се в Дубай, ОАЕ. Турнирът е част от категория „Висши“ на WTA Тур 2014 и сериите 500 на ATP Световен Тур 2014. Това е 14-ото издание на турнира при жените, докато мъжкият вариант се провежда за 22-ри път. Жените играят от 17 до 22 февруари 2014 г., а мъжете – от 24 февруари до 1 март 2014 г.

## Сингъл мъже
- Роджър Федерер побеждава  Томаш Бердих с резултат 3–6, 6–4, 6–3.

## Сингъл жени
- Винъс Уилямс побеждава  Ализе Корне с резултат 6–3, 6–0.

## Двойки мъже
- Рохан Бопана /  Айсам-ул-Хак Куреши побеждават  Даниел Нестор /  Ненад Зимонич с резултат 6–4, 6–3.

## Двойки жени
- Алла Кудрявцева /  Анастасия Родионова побеждават  Ракел Копс-Джоунс /  Абигейл Спиърс с резултат 6–2, 5–7, [10–8].